# Aeroportul Miyako
Aeroportul Miyako (IATA: MMY, ICAO: ROMY) este un aeroport din Miyakojima, Prefectura Okinawa, Japonia ce deservește zona Miyakojima. Aeroportul a fost tranzitat în 2023 de 1.732.689 de pasageri. A fost numit după Miyako-jima.
Situat la o altitudine de 43 m, aeroportul dispune de o singură pistă. Este operat de Prefectura Okinawa.